# Rathaus Saâcy-sur-Marne
Koordinaten: 48° 57′ 41,5″ N, 3° 12′ 30,3″ O

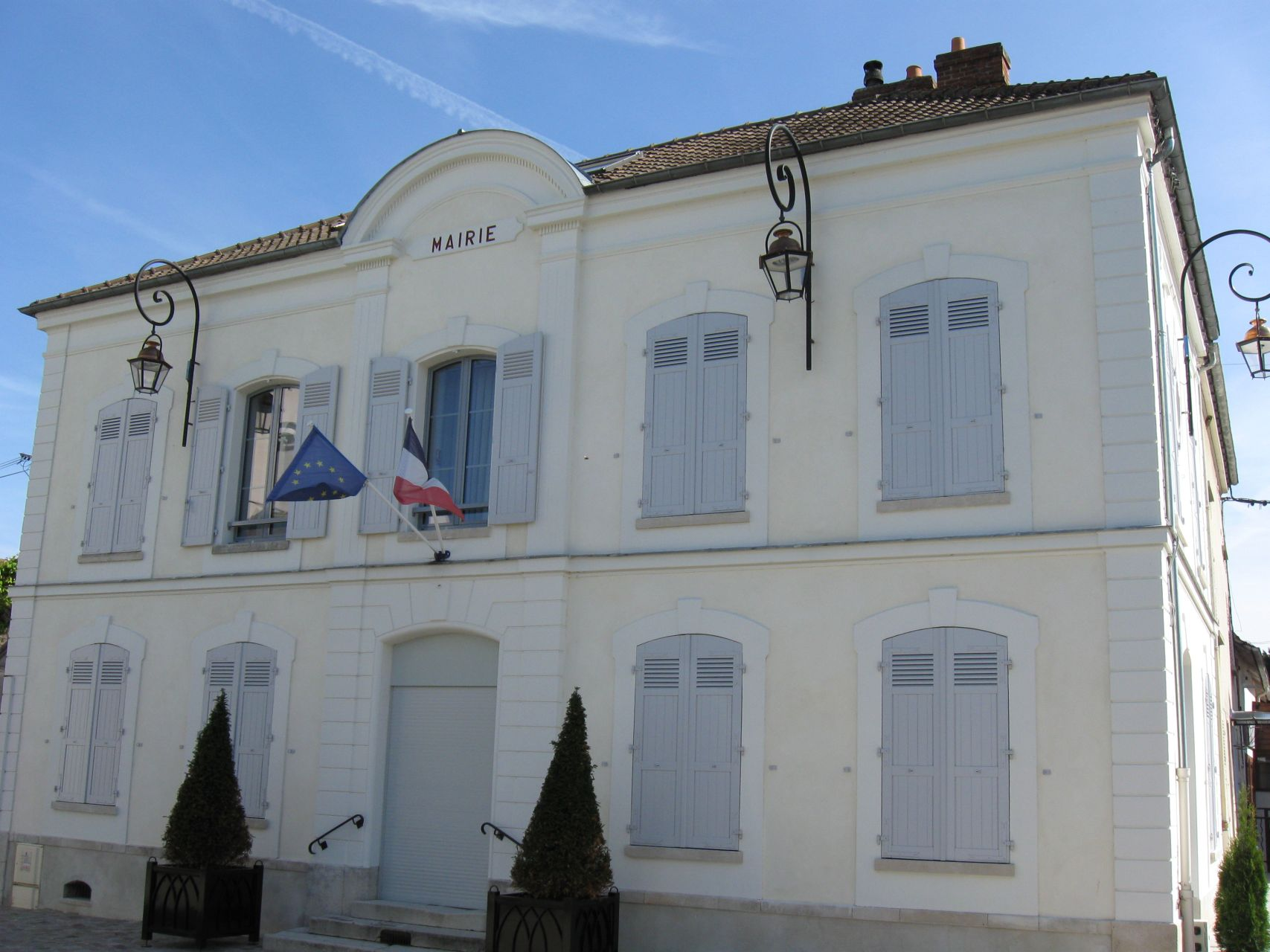
Rathaus in Saâcy-sur-Marne

Das Rathaus (französisch Mairie) in Saâcy-sur-Marne, einer französischen Gemeinde im Département Seine-et-Marne in der Region Île-de-France, wurde Ende des 19. Jahrhunderts errichtet. Das Rathaus steht an der Rue des Écoles.
Der zweigeschossige Bau aus Kalkstein wurde ursprünglich als Rathaus und Schule genutzt, wie es in ländlichen Gebieten häufig der Fall war.